# Liste der Baudenkmale in Neuenkirchen (Landkreis Osnabrück)
In der Liste der Baudenkmale in Neuenkirchen (Landkreis Osnabrück) sind alle Baudenkmale der niedersächsischen Gemeinde Neuenkirchen aufgelistet. Die Quelle der Baudenkmale ist der Denkmalatlas Niedersachsen. Der Stand der Liste ist der 10. September 2022.
Der Denkmalatlas ist in diesem Bereich noch nicht vollständig und wird in Zukunft weiter ausgebaut.

## Allgemein
In den Spalten befinden sich folgende Informationen:
- Lage: die Adresse des Baudenkmales und die geographischen Koordinaten. Kartenansicht, um Koordinaten zu setzen. In der Kartenansicht sind Baudenkmale ohne Koordinaten mit einem roten Marker dargestellt und können in der Karte gesetzt werden. Baudenkmale ohne Bild sind mit einem blauen Marker gekennzeichnet, Baudenkmale mit Bild mit einem grünen Marker.
- Bezeichnung: Bezeichnung des Baudenkmales
- Beschreibung: die Beschreibung des Baudenkmales. Unter § 3 Abs. 2 NDSchG werden Einzeldenkmale und unter § 3 Abs. 3 NDSchG Gruppen baulicher Anlagen und deren Bestandteile ausgewiesen.
- ID: die Objekt-ID des Baudenkmales
- Bild: ein Bild des Baudenkmales, ggf. zusätzlich mit einem Link zu weiteren Fotos des Baudenkmals im Medienarchiv Wikimedia Commons. Wenn man auf das Kamerasymbol klickt, können Fotos zu Baudenkmalen aus dieser Liste hochgeladen werden:

| Lage                                             | Bezeichnung                          | Beschreibung | ID       | Bild           |
| ------------------------------------------------ | ------------------------------------ | --- | -------- | -------------- |
| Feldkamp 11 52° 26′ 15″ N, 7° 51′ 49″ O          | Hof Robker (Heuerhaus)               | Traufständiges Hallenhaus in Zweiständerbauweise mit Unterrähmgefüge, Außenwände in Fachwerk mit vorkragungslosen Giebeln, Satteldach, erbaut 1807 (i). Das Innengerüst und der Flettdielengrundriss weitgehend erhalten. | 41430286 | BW             |
| Kleiner Sundern 18 52° 25′ 10″ N, 7° 50′ 34″ O   | Holländermühle                       | Zwischen Mühlenweg und Kleiner Sundern gelegener ca. 15 m hoher, kegelstumpfförmiger Mühlenturm einer ehemals 5-stöckige Holländermühle, Bruchsteinmauerwerk, errichtet ursprünglich noch im 17. Jh. (Inschrifttafel 1662 (?)). 1903 an heutigen Standort versetzt und von dem damaligen Besitzer Hermann Brockamp teils neu errichtet. 1932 Umbau zur Motormühle und Entfernung der Flügel. Kappe mit Mühlentechnik erhalten. | 41430256 | BW             |
| Lindenstraße 24 52° 25′ 8″ N, 7° 50′ 19″ O       | St. Laurentius                       | Östlich der Lindenstraße gelegene neogotische Kirche, Sandsteinquaderbau mit Westturm, dreijochigem Langhaus und quadratischem Querhaus sowie drei polygonalen Chören, erbaut 1895–1897 von Alexander Behnes. Im Inneren bauzeitliche wandfeste und mobile Ausstattung erhalten, darunter die Ausmalung von W. Hustemeyer, figürliche Fenster V. v. d. Forst, Kanzel und Füguren L. Memken und Kunsttischler Tiesing.          | 41430241 | Weitere Bilder |
| Schulstraße 1 52° 24′ 17″ N, 7° 50′ 2″ O         | Hof Abing (Speicher)                 | Im Nordwesten der Hofanlage gelegener anderthalbgeschossiger Wandständerbau, beide Giebel mit zweifacher Knaggenvorkragung, Fachwerk mit verputzten Gefachen, Rautenfachwerk und Ziegelziersetzung im Giebel, erbaut 1788 (i). | 41430168 | BW             |
| Schulstraße 1 52° 24′ 18″ N, 7° 50′ 4″ O         | Hof Abing (Backhaus)                 | Im Norden der Hofanlage gelegenes, anderthalbgeschossiges Backhaus, Wandständerbau mit ganz niedrigem Drempel, Fachwerk mit Ziegelausmauerung. Vordergiebel mit zweifacher Knaggenvorkragung und segmentbogigem Türsturz, Satteldach, errichtet im 17. Jh. Am Rückgiebel ein Backofenanbau bis 1977 teils erhalten. | 41430183 | BW             |
| Ueffelner Straße 52° 26′ 3″ N, 7° 51′ 1″ O       | Wegekapelle                          | Nördlich einer Wegekreuzung gelegene Wegekapelle, kleiner verputzter Bruchsteinbau mit gebrochener Apsis und vorgezogenem Satteldach auf zwei Holzsäulen, erbaut 1860 (i), wohl von F.H. Schürmann. | 41430138 | BW             |
| Vinter Schulstraße 2 52° 23′ 42″ N, 7° 50′ 47″ O | Hof Rüschau (Heuerhaus)              | Traufständige Doppelheuerhaus aus zwei spiegelbildlich zusammengebauten Hallenhäusern ohne Kammerfach, Satteldach, Ende 19. Jahrhundert / um 1900 unter Verwendung eines 1718 (i) erbauten Zweiständerbaus errichtet. Der neue Giebel und die Straßentraufseite in Bruchstein, die übrigen Außenwände in Fachwerk. | 41430123 | BW             |
| Vinter Straße 52° 23′ 30″ N, 7° 51′ 13″ O        | Bildstock                            | Westlich der Vinter Straße gelegener Bildstock in Form eines Breitpfeilers, über drei Stufen etwas erhöht gelegen, massiver Ziegelbau mit Rundbogennische, teils verputzter Dreieckgiebel, errichtet ursprünglich um 1900. Nachträglich Andachtsbild entfernt und mit Gedenktafel aus Holz zum Gedenken an die Verstorbenen des Zweiten Weltkrieges ausgestattet.                                                              | 41430198 | BW             |
| Weeser Damm 15 52° 23′ 30″ N, 7° 51′ 13″ O       | Hof Kruse (Wohn-/Wirtschaftsgebäude) | Traufständiges Hallenhaus in vierständerähnlicher Bauweise, Außenwände massiv in Ziegelmauerwerk mit Gesimsgliederung, Öffnungen mit Segmentbogensturz, Satteldach, erbaut 1918 (i). | 41430226 | BW             |